# Рольмопс
У рольмопса проблемы с имиджем. Мы его едим только после ночной пьянки. При этом он полезен, питателен и, приготовленный своими руками, совершенно чудесен на вкус.
Когда голова гудит, едят кислое — рольмопс. Филе сельди обернуть вокруг огурчика — и готов завтрак после новогодней пьянки. Такая простая вещь, а в эпоху конвейеров всё ещё тяжёлый ручной труд.
Рольмопс (также роль-мопс, нем. Rollmops — «завёрнутый мопс») — рулетик из маринованного в уксусе с солью филе сельди с начинкой из корнишонов или шпревальдских огурчиков, лука и специй. Рулетики скрепляются для поддержания формы двумя деревянными шпажками. Блюдо является традиционным для берлинской кухни и возникло именно в Берлине, но с развитием сети железных дорог, позволившей доставлять деревянные бочки с маринованной сельдью с Балтийского и Северного морей вглубь страны, обрело популярность по всей Германии и на севере Европы. Блюдо получило своё название в XIX веке, когда в Германии в эпоху бидермайера началась мода на собачек-мопсов: рулетики из сельди отдалённо напоминали немцам их мордочки. Изначально закуска появилась в буфетах староберлинских пивных в застеклённых витринах — «башнях голода» (нем. Hungerturm).
Рольмопсы обычно едят без столовых приборов, непосредственно отправляя в рот открытой (огуречной) стороной, и никогда не разворачивают. Они считаются подходящим блюдом на завтрак с похмелья. Кроме того, их часто сервируют к лабскаусу.
Необычная форма и оригинальный вкус рольмопса обеспечили ему своё место в литературе. Георг из романа Э. М. Ремарка «Чёрный обелиск» считал, что рольмопс с хлебом — хороший завтрак при всех видах мировой скорби. У братьев Стругацких в повести «Страна багровых туч» Иоганыч роняет драгоценную банку рольмопсов, увидев на бархане в пустыне Гоби электрического червяка, а в повести «За миллиард лет до конца света» последней рольмопсиной рюмку спиртного закусывает Вейнгартен. В «Похождениях бравого солдата Швейка» Ярослава Гашека «глупые рольмопсы» — ругательство из уст фельдфебеля — силезского поляка. Рольмопсы наряду со сливочным сыром, ветчинными окороками, копчёной лососиной и сигами присутствуют на богатом столе в «Семейной хронике Уопшотов» Джона Чивера. В историческом романе «Реквием каравану PQ-17» В. С. Пикуля моряки сравнивают с рольмопсом водоворот, способный опрокинуть катер.